# Allocranaus
Allocranaus is een geslacht van hooiwagens uit de familie Cranaidae.
De wetenschappelijke naam Allocranaus is voor het eerst geldig gepubliceerd door Roewer in 1915. 

## Soorten
Allocranaus is monotypisch en omvat slechts de volgende soort:
- Allocranaus colombianus